# Salon des Refusés
El Salon des Refusés (Salón de los Rechazados) hace referencia a un espacio que se determinó para la exposición de las obras rechazadas por el jurado oficial del Salón de París de 1863.
El Salón des Refusés da inicio a dos acontecimientos importantes en la historia del arte: el nacimiento del impresionismo y el advenimiento de la modernidad, además de la creación del salón de los independientes. Para 1830 ya existía un salón en el cual se exponían las obras de aquellos artistas que no cumplían con los puntos a destacar por parte de los jurados, sin embargo fue justamente esto lo que provocó una revuelta entre los parisinos artistas ya que en 1863 fueron rechazadas más de 3000 obras, sobrepasando el índice de rechazos en exposiciones pasadas. Al ver esta inconformidad por parte de los artistas, Napoleón III tomó la decisión de crear un espacio anexo al salón donde las obras fueran aceptadas, por lo que toma el nombre del Salón de los Rechazados, o más conocido como Salón des Refusés. Al ser así las cosas, muchos críticos de arte sacaron a la luz sus opiniones sobre tal acto y más sobre aquellos que exponen dentro de este espacio, haciendo hincapié en el mismo nombre que los caracteriza, «rechazados». Sin embargo, esto abrió paso a nuevas corrientes artísticas.
Con el paso del tiempo y gracias a la importancia que fue tomando, se organizaron otros Salons des Refusés en París en los años 1874, 1875 y 1886. Este momento de la historia se puso de parte de estos artistas, ya que para entonces el Salón de París comenzó a perder popularidad.

## Contexto histórico
Durante el siglo XIX, los artistas que trabajaban en París buscaban una carrera artística que los hiciera ser reconocidos, tratando de ser elegidos para que sus obras se expusieron en el Salón de París gracias a la Academia Francesa y su exposición anual.
El Salón de París fue adquiriendo tanta importancia que los artistas que querían estar dentro de él comenzaron a incrementar, pero entre más popularidad iba ganado el Salón, más difícil era entrar ya que los requisitos eran cada vez más estrictos, puesto que la sociedad se regía por cierto convencionalismo y cualquier obra que estuviera fuera de estas convenciones era desaprobada por la academia.
Debido a la cifra tan elevada de artistas rechazados, Napoleón III optó porque los artistas que fueran rechazados tuvieran la oportunidad de ser expuestos en un salón anexo al oficial y es, a partir de esta decisión, que se escribe un nuevo capítulo en la historia del arte.
Creció tanta la fama del El Salon des Refusés y gracias a la motivación de Manet, a partir de 1874 se llevó a cabo la apertura de otros Salones que contenían el mismo fin, justo en estos momentos de la historia en los años 1875 y 1886, la fama del Salón de París estaba en decadencia.
En este salón se encontraban pinturas que actualmente son reconocidas a pesar del lugar en el que se expusieron; como lo son las obras del artista Édouard Manet, James McNeill Whistler, Courbet, Cézanne.

## Artistas que expusieron en elSalón des Refusés

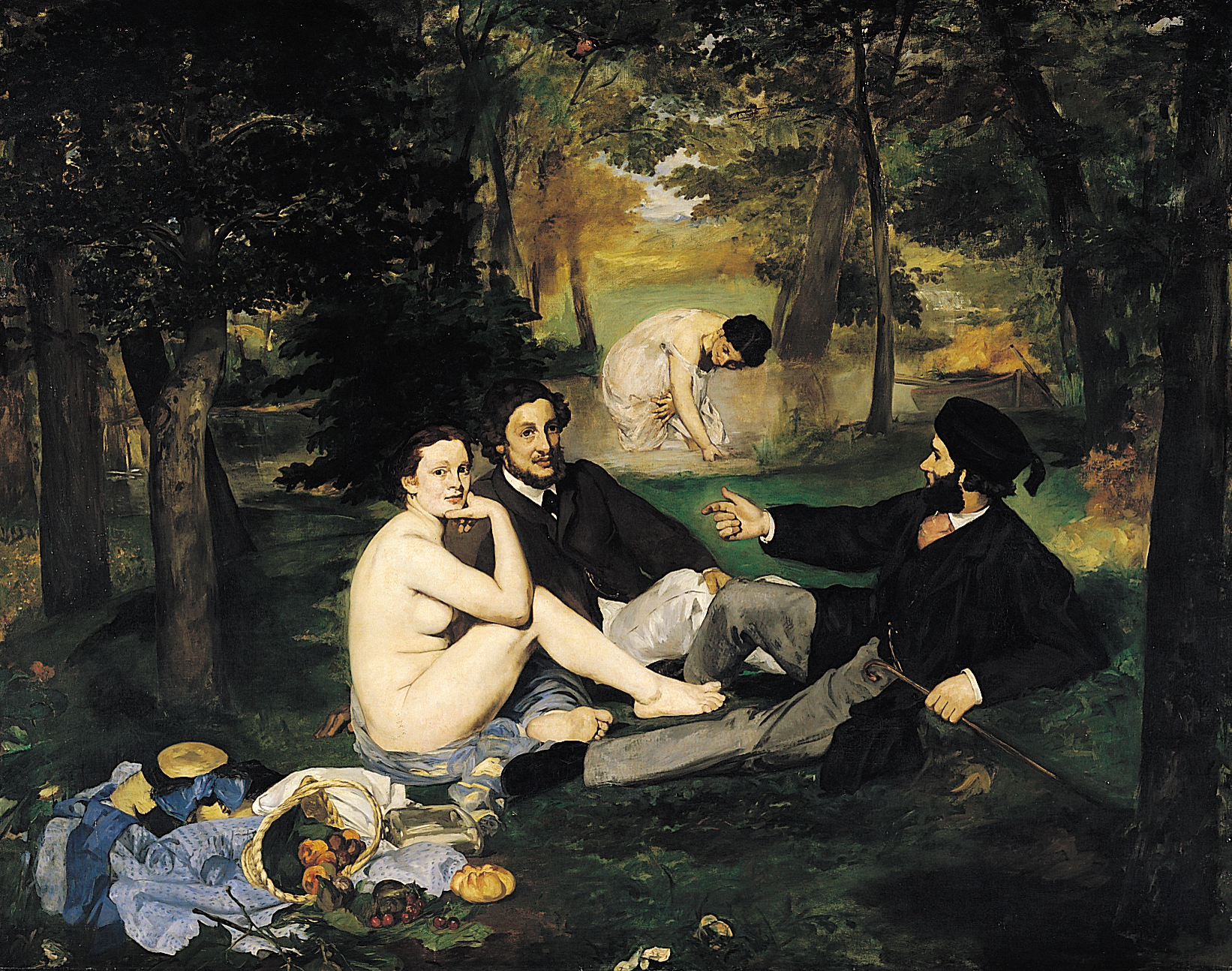
Le Déjeuner sur l'Herbe

### Édouard Manet
Nació en París, Francia el 23 de enero de 1832. Se familiarizo con el arte desde pequeño y una vez alcanzado la madurez se vuelve alumno de Thomas Couture en su taller,  a pesar de que su padre quería que estudiara leyes. Fue su alumno por casi 6 años hasta que en 1856 deja su taller y se va en busca de nuevas formas de aprendizaje. Tuvo la oportunidad de tener un gran acercamiento a obras de artistas importantes como; Goya, Delacroix, Courbet y Daumier.
En 1863 lleva a cabo la creación de su cuadro Le Déjeuner sur l'Herbe el cual es rechazado en el Salón de París, posterior a esto es aceptado en el Salón des Refusés, siendo esta su primera pintura expuesta en este lugar. El cuadro Desayuno sobre la hierba obtuvo bastantes críticas por parte del jurado debido al contraste del desnudo de la mujer y los dos hombres que la acompañan. Considerado el precursor del movimiento impresionista, su obra refleja pinceladas rápidas y directas.

### James McNeill Whistler

Sinfonía en blanco, n.º 1: La dama blanca de James McNeill Whistler

Su nombre de nacimiento era James Abbott McNeill Whistler, nació en Lowell, Estados Unidos, el 10 de julio de 1834. 
Cuando Napoleón III hace la apertura del Salon des Refusés, una de sus obras junto con la de Manet, es exhibida causando una polémica fuerte entre la sociedad artística y no, que asistía al lugar a observar las obras. Esta obra es La dama de blanco, el cual fue rechazado en la Academia Real de Londres. En la obra se puede observar en primer plano una mujer de cuerpo completo, en su mano lleva un lirio. Se encuentra parada sobre una piel de lobo, el fondo aparece cubierto por una cortina blanca. La paleta de colores del cuadro son muy blancos. Se dice que la modelo era su amante. Y a pesar de que el nombre del cuadro era originalmente La dama blanca, Whistler empezó después a llamarlo Sinfonía en blanco, nº 1, intentando con esto enfatizar su filosofía del arte por el arte. El cuadro ha sido interpretado por la crítica del arte como una alegoría acerca del momento de la pérdida de la inocencia y también como una alusión religiosa a la Virgen María.

### Courbet
Nació en Ornans,Francia, 10 de junio de 1819. Se le considera que es un pintor francés, el cual es fundador del movimiento del realismo.

El taller del pintor de Gustave Courbet

Su realismo tuvo fuerte influencia en los ambientes donde se movía, ambientes revolucionarios del siglo XIX, estaba en contra de la pintura academicista y los ideales tan exuberantes que eran parte del Romanticismo. Esto lo llevó a ser reconocido como un “Revolucionario peligroso”. Sus primeras exposiciones se llevaron a cabo en el Palacio de las Artes dentro de la exposición universal de París, sin embargo tuvo rechazo por parte de los jurados, lo que lo incitó a gestionar su propia exposición y no solo eso, sino que también lo llevó a formar parte del Salón des Refusés.
Una de sus obras más destacadas es la El taller del pintor, obra en la que plasmó a todas aquellas personas que fueron de máxima importancia en su vida. Este cuadro fue rechazado por su gran tamaño sin embargo es considerado la apertura al realismo. 
Vemos al artista en el centro, junto a la alegoría que representa la Realidad o Verdad despojada de sus ropas. A la derecha hay gente de clase alta, intelectuales y artistas. A la izquierda, personajes marginales, de la pobreza y la miseria, de la dura realidad social que denuncia el movimiento. Courbet pinta con «furia» y en sus obras pueden verse los golpes de las pinceladas. A su vez desprecia el «acabado», se deja llevar por la intuición y prefiere quedar desprolijo o errar en cuestiones de perspectiva o de proporciones antes que someterse a reglas académicas.

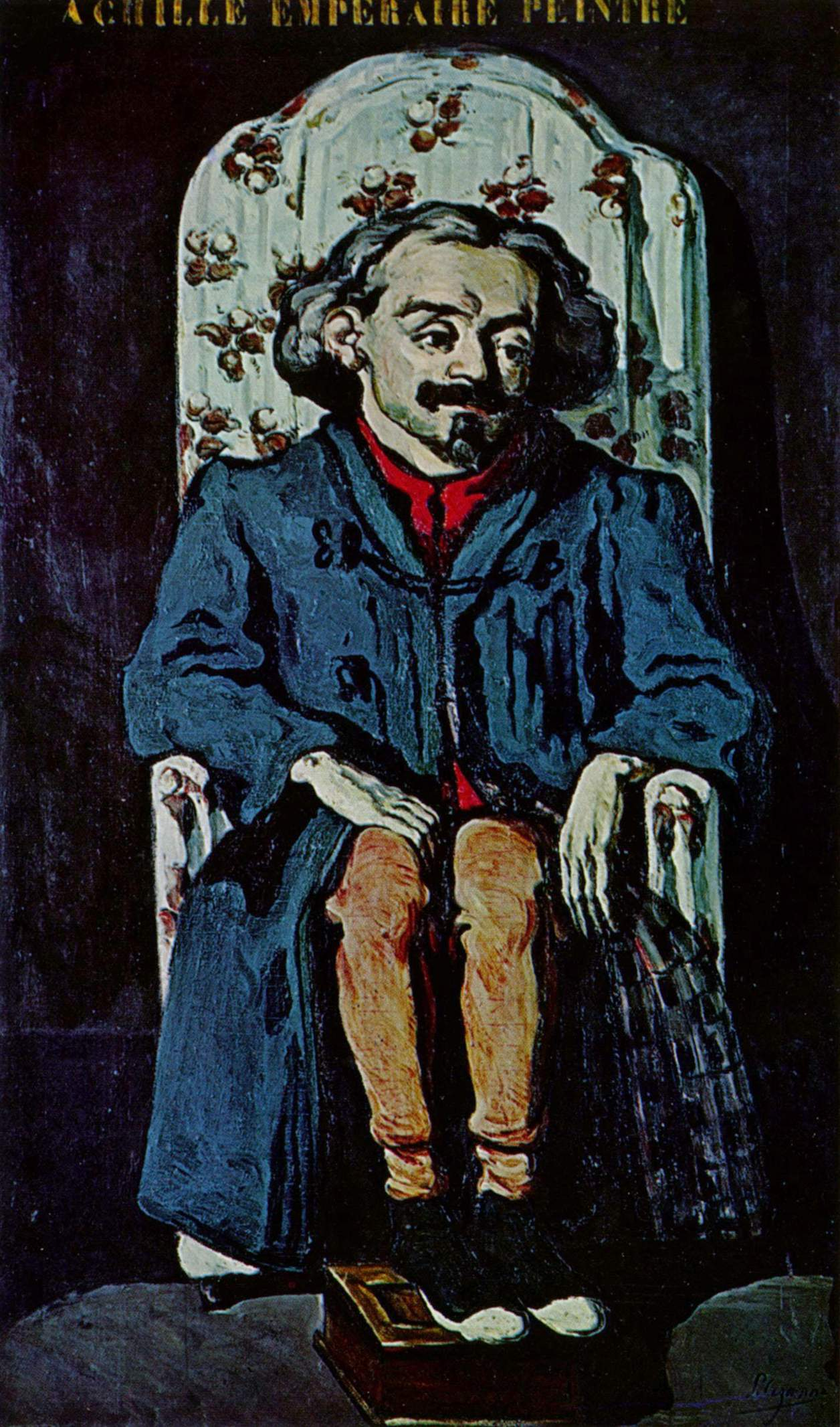
Paul Cézanne,Retrato de Achille Emperaire, (1868)

### Cézanne
Paul Cézanne nació en Aix-en-Provence, Reino de Francia, el 19 de enero de 1839. Se le conoce como pintor postimpresionista y es considerado el padre de la pintura moderna, a pesar de esto él al igual que muchos otros grandes pintores, no fueron reconocidos hasta después de su muerte.
Su visita al Museo del Louvre lo hizo conocer a Caravaggio al igual que a Velázquez, los cuales fueron de suma importancia en su trabajo artístico. A lo largo de su vida tuvo relación con muchos pintores de la época como lo fueron, Courbet y Manet. Cézanne presentó una serie de obras al Salón de París las cuales fueron rechazadas y fue en 1870 cuando presenta su obra, Retrato de Achille Emperaire, la cual no fue aceptada, juzgando como una obra de arte que estaba en el límite de lo grotesco, por lo que posteriormente fue admitida en el Salón des Refusés.

## Repercusiones del Salón de los Rechazados
Émile Zola incorporó un relato novelado del escándalo de 1863 en su novela La obra (1886).
Actualmente, y por extensión, salon des refusés se refiere a cualquier exposición de obras rechazadas por el jurado de una muestra artística.
Salon des Refusés Atlantique, establecido por Steven James May en 2001 y con base en Halifax, Canadá, proporciona un local para los cineastas rechazados por el Festival de Cine Atlántico para mostrar su obra en pantalla.